# Wegekreuz Schmiedegasse (Eschweiler über Feld)

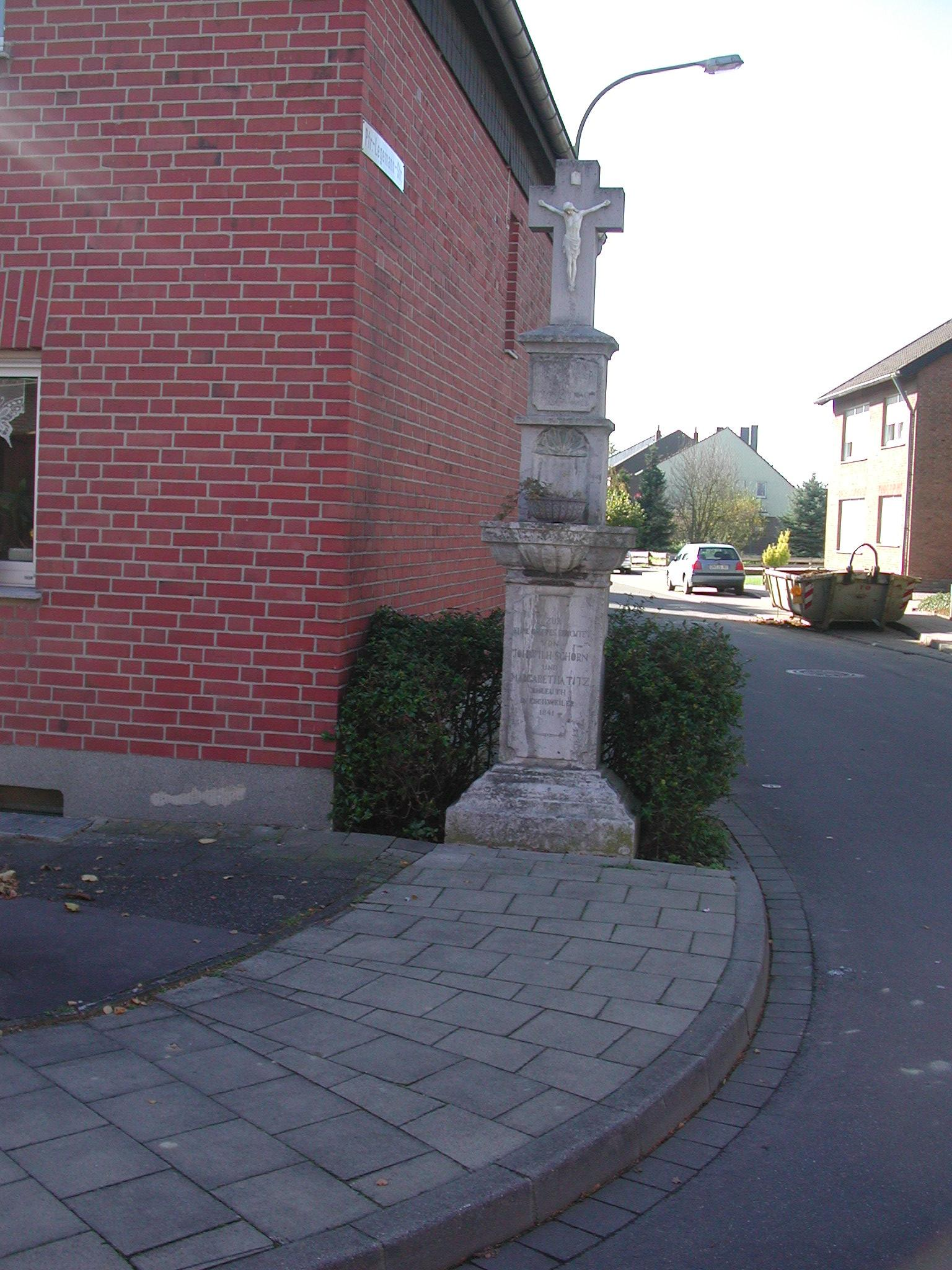
Das Wegekreuz

Das denkmalgeschützte Wegekreuz Schmiedegasse steht in Eschweiler über Feld, dem zweitgrößten Ortsteil der Gemeinde Nörvenich im Kreis Düren, Nordrhein-Westfalen.

Die Schmiedegasse war bis zum Bau der Ortsumgehung die Hauptausfahrt aus dem Ort in südliche Richtung nach Gut Hommelsheim bzw. Frauwüllesheim. Das etwa 3 m hohe aus belgischem Granit gefertigte Kreuz steht an der Einmündung der Pfarrer-Legemann-Straße. Die Beschriftung lautet: 

„NIMM DEIN KREUTZ AUF DICH UND FOLGE MIR NACH.“

 Auf der unteren Tafel steht: 

„ZUR EHRE GOTTES ERRICHTET VON JOH. WILH. SCHORN UND MARGARETHA TITZ EHELEUTH IN ESCHWEILER ANNO 1841.“

Das Kreuz wird im Volksmund Hommelshemer Krözzje (Hommelsheimer Kreuzchen) genannt. Es war Fußfallstation 2.
Das Wegekreuz wurde am 11. März 1985 in die Denkmalliste der Gemeinde Nörvenich unter Nr. 21 eingetragen.

## Belege
- Karl Heinz Türk: Christliche Kleindenkmale in Börde und Neffeltal. Rheinland-Verlag, Köln 1979, ISBN 3-7927-0490-0
- Denkmalliste der Gemeinde Nörvenich (PDF; 108 kB)

Koordinaten: 50° 48′ 40,9″ N, 6° 35′ 12,6″ O